# Čarodějky z Eastwicku (muzikál)
Čarodějky z Eastwicku je britský muzikál z roku 2000, jde o hudební komedii napsanou podle námětu pocházejícího ze stejnojmenné knihy Johna Updikea, autor libreta a textů John Dempsey, hudbu napsal Dan Rowe. Tento námět byl již předtím zpracován v roce 1987 jako stejnojmenný film s Jackem Nicholsonem v hlavní roli.

## Děj
V městečku Eastwicku žijí tři osamělé ženy v pokročilém věku: Alexa, Jane a Sukie. Ty nemají dost lásky a rozhodnou se přičarovat si muže. Má být pěkný, charismatický, chápavý a silný. Hned druhého dne přijede do města cizinec Darryl van Horne. Celé město si omotá kolem prstu a teď si chce podmanit i čarodějky. Mění svoje identity a získá si tak jednu po druhé. Čarodějky zjistí, že má poměr se všemi najednou, ale ani jedné to nevadí. Zato městečko je pobouřeno. Darryl naučí čarodějky černou magii. S její pomocí se zbaví otravné Felicie. Čarodějky nemají dobré svědomí, proto se rozhodnou poměr s Darrylem ukončit. Ten si však najde jinou zábavu. Chce si vzít za manželku Jennifer, dceru zemřelé Felicie. Těsně před oltářem ho však čarodějky pošlou zpět odkud přišel. Všechny tři ale na něj pořád myslí. Celý muzikál končí těhotenstvím čarodějek s Darrylem.

## Česká inscenace
Muzikál měl od roku 2007 do 2019 na repertoáru Městské divadlo Brno. Obnovenou premiéru měl muzikál 12. a 13. října 2024. V hlavní roli Darryla van Horna se v obnovené premiéře střídají herci Petr Štěpán a Petr Gazdík. Režisérem je Stanislav Moša. Překlad obstaral Jiří Josek.
| „                | Naprostá interpretační jistota, která dovoluje zkušeným a „vyhraným“ muzikálovým herečkám i herci vydat ze sebe právě i po těch letech to nejlepší, je prvořadým bonusem tohoto po všech stránkách promyšleného příběhu. | “ |
| — Jana Soukupová | |   |

| „                | Pokud byste ve slovníku hledali význam slovního spojení „perfektní muzikál“, našli byste fotky z této brněnské inscenace. | “ |
| — Klára Tesařová | |   |

### Účinkující v představeních s premiérou v roce 2007
Většina rolí je alternována.
| Martin Havelka, Petr Štěpán nebo Petr Gazdík                         | Darryl van Horne |
| Ivana Vaňková, Yvetta Blanarovičová nebo Jana Musilová               | Alexandra        |
| Johana Gazdíková nebo Markéta Sedláčková                             | Jane             |
| Alena Antalová, Radka Coufalová, Jitka Čvančarová nebo Hana Holišová | Sukie            |
| Lenka Bartolšicová, Michaela Fojtová nebo Zuzana Mauréry             | Felicie          |
| Igor Ondříček nebo Milan Němec                                       | Clyde            |
| Krystýna Šebíková nebo Marta Prokopová                               | Holčička         |
| Kateřina Krejčová nebo Mária Lalková                                 | Jennifer         |
| Dušan Vitázek nebo Jakub Uličník                                     | Michael          |

### Účinkující v představeních s premiérou v roce 2024
Většina rolí je alternována.
| Petr Štěpán nebo Petr Gazdík                                 | Darryl van Horne |
| Ivana Vaňková nebo Svetlana Janotová                         | Alexandra        |
| Johana Gazdíková nebo Tereza Navrátilová                     | Jane             |
| Radka Coufalová nebo Andrea Zelová                           | Sukie            |
| Lenka Bartolšicová, Lucie Bergerová nebo Viktória Matušovová | Felicie          |
| Igor Ondříček nebo Milan Němec                               | Clyde            |
| Karolína Čtveráčková nebo Marie Juráčková                    | Holčička         |
| Kristýna Daňhelová nebo Dagmar Křížová                       | Jennifer         |
| Libor Matouš, Rastislav Širila nebo Jakub Mauer              | Michael          |

Představení se hraje na hudební scéna a je rozděleno na části s dvacetiminutovou přestávkou mezi nimi. Hudební scéna Městského divadla Brno nabízí různé vybavení na jevišti, jako je například bazén, ve kterém se koupe hlavní mužská postava Darryl van Horne. Během představení lze také vidět mnoho triků, např. létání čarodějek, triky s ohněm nebo zvracení pecek a různých předmětů.
Představení mělo první premiéru 10. února 2007. Druhou obnovenou premiéru 12. a 13. října 2024.